# Augustus Belknap
Augustus Belknap Jr. (19 de marzo de 1841 - 22 de junio de 1889) fue un líder cívico estadounidense de San Antonio, veterano de la Guerra de Secesión, político, presidente de la junta del Ferrocarril del Paso de San Antonio y Aransas, fundador de la compañía militar Belknap Rifles, y fundador de la empresa que operaba el único sistema de tranvía de la ciudad.
Nació en Newburgh, Nueva York, como hijo de Augustus Belknap, y se mudó a Texas en 1877. Fundó y apoyó la compañía militar Belknap Rifles, organizada el 14 de octubre de 1884. Ganó más concursos de ejercicios que cualquier otra empresa militar en los Estados Unidos en su época.

## Biografía

### Servicio en la Guerra de Secesión
Fue educado en escuelas militares privadas y trabajó en ferretería antes de la Guerra de Secesión de 1856 a 1861. Se alistó en la Guardia Nacional de Nueva York el 19 de abril de 1861. Después de que expiraron sus términos de servicio, se alistó en el ejército de los Estados Unidos y estuvo en el 67.º Regimiento de Infantería de Nueva York, participando en la batalla de Fair Oaks, en la que resultó herido, y en la batalla de Fredericksburg. Se alistó en el Ejército como subteniente y fue ascendido a capitán. En su obituario en el New York Herald menciona que sirvió en el estado mayor del general Alexander Shaler durante la guerra.

### Años posteriores
Belknap se convirtió en miembro del Regimiento Metropolitano de la Vieja Guardia en la ciudad de Nueva York después de la guerra y luego se convirtió en socio menor de la empresa de hardware William S. Dodge and Company. En marzo de 1877, fue ascendido de su rango de teniente coronel y oficial de ordenanzas en la Guardia Nacional de Nueva York.
Se mudó a Texas en 1877 y vivió en San Antonio. El 22 de junio de 1878, Belknap compró todas las acciones del sistema ferroviario de la calle San Antonio y condujo el primer vagón tirado por mulas desde Alamo Plaza hasta San Pedro Springs Park. Esta ruta se convirtió en la primera línea de tranvía de la ciudad. Se convirtió en el fundador y presidente de la empresa que operaba el único sistema de tranvía de la ciudad. También fue director de la Asociación de Ferias de San Antonio y presidente y director de la Opera House Company.
Belknap fue elegido concejal del segundo distrito de San Antonio en 1883 y 1885. Belknap fue miembro de la primera junta del Ferrocarril del Paso de San Antonio y Aransas cuando fue fundado el 28 de agosto de 1884.  Fundó Belknap Rifles el 14 de octubre de 1884, financiando la compañía militar de veinte a treinta jóvenes a quienes se les negó la admisión a San Antonio Rifles. Fue concejal general en 1887. Renunció más tarde en 1887 para postularse para el décimo distrito del Congreso. Se postuló para el escaño en 10.º distrito congresional de Texas en como republicano, contra el titular Joseph D. Sayers, perdiendo ante el congresista y más tarde gobernador de Texas.
Murió durante un viaje a Santa Bárbara, California, el 22 de junio de 1889, de colitis ulcerosa. Fue enterrado en el cementerio de Green-Wood de Brooklyn.
Belknap Place, una vía en el distrito histórico Monte Vista de San Antonio que conecta el extremo norte de San Antonio College, Temple Beth-El y Hildebrand Avenue, lleva su nombre.